# Arroyohondo (ort)
Arroyohondo är en ort i Colombia.   Den ligger i departementet Bolívar, i den norra delen av landet, 600 km norr om huvudstaden Bogotá. Arroyohondo ligger 30 meter över havet och antalet invånare är 3 622.
Terrängen runt Arroyohondo är platt. Runt Arroyohondo är det ganska tätbefolkat, med 70 invånare per kvadratkilometer. Närmaste större samhälle är Santa Lucía, 10,3 km nordost om Arroyohondo. Omgivningarna runt Arroyohondo är en mosaik av jordbruksmark och naturlig växtlighet.